# Wyndham Grand İzmir Özdilek
Le Wyndham Grand İzmir Özdilek est un gratte-ciel construit à Izmir en Turquie en 2002 et ouvert en 2003 en tant qu'hôtel de la chaine Crowne Plaza. Il est depuis 2013 sous le pavillon de la chaine Wyndham Hotels & Resorts, d’où son nom actuel.
Il mesure 113 m de hauteur sur 27 étages